# جان بول كوستا
جان بول كوستا (بالفرنسية: Jean-Paul Costa)‏ هو مسؤول فرنسي، ولد في 3 نوفمبر 1941 في تونس في تونس.

## وصلات خارجية
- جان بول كوستا على موقع مونزينجر (الألمانية)